# 库尔德斯坦革命党
库尔德斯坦革命党（：‎，缩写为PŞK）是土耳其的一个非法的共产主义政党。该党的目标是基于马克思列宁主义原则为库尔德人建立一个独立国家。该党成立于1998年，起源于“库尔德斯坦社会性团结党”和“库尔德斯坦联合人民党”，初名库尔德斯坦革命联盟，后改现名。该党被土耳其当局列为“恐怖组织”。